# El Serral (el Pla del Penedès-Subirats)
El Serral és una muntanya de 223,1 metres que es troba entre els municipis del Pla del Penedès i de Subirats, a la comarca de l'Alt Penedès.